# Volgatyskere
Volgatyskere (tysk: Wolgadeutsche eller Russlanddeutsche, russisk: поволжские немцы, povolzhskie nemtsy) var etniske tyskere, som boede langs floden Volga i det sydlige Rusland omkring Saratov og længere sydpå. De var udvandret til Rusland i det 18. århundrede efter at de havde fået lovning på at kunne beholde deres tyske kultur, sprog, traditioner og tro. I det 19. og 20. århundrede immigrerede mange volgatyskere til det midtvestlige USA, Canada, Brasilien, Argentina, Paraguay, Uruguay og andre lande.
En del af den nazistiske ideologi bestod af ideen om pan-germanisme, og indebar et krav om at områder som engang havde været bosat af tyskere skulle være tyske. Efter den tyske invasion af Sovjetunionen i 1941 betragtede det sovjetiske styre volgatyskerne som potentielle kollaboratører og deporterede stort set alle til arbejdslejre østpå, hvor mange døde. Efter 2. verdenskrig blev nogle volgatyskere udvist til vesten. I slutningen af 1980'erne udvandrede mange af de resterende volgatyskere fra Sovjetunionen til Tyskland.

## Katherina den Store
I 1762 fik Sophie Auguste Friederike von Anhalt-Zerbst, der var en tysk prinsesse fra Stettin i Pommern, væltet sin ægtefælde zar Peter 3. og overtog selv tronen under navnet Katharina 2. af Rusland. I årene 1762 og 1763 udsendte hun invitationer til europæere (dog ikke jøder) til at slå sig ned som bønder i Rusland uden at måtte give afkald på deres sprog, kultur eller religion. Mens om den første opfordring ikke afstedkom den store respons betød den anden, der indeholdt flere fordele, at der kom flere kolonister til Rusland. Folk i andre lande såsom England og Frankrig var mere tilbøjelige til at immigrere til kolonierne i Amerika end til de russiske grænseegne. Andre lande såsom Østrig forbød udvandring. De russiske kolonister kom fortrinsvis fra Bayern, Baden, Hessen, Pfalz og Rhinlandet i perioden 1763 til 1767.
De som tog til Rusland fik særlige rettigheder. Nogle, såsom fritagelse for militærtjeneste, blev ophævet i 2. halvdel af det 19. århundrede, da styret havde brug for flere værnepligtige til den russiske hær. De tyske mennonitsamfund var modstandere af militærtjeneste af religiøse årsager. Mange af dem tog derfor til Amerika frem for at blive soldater. Som følge heraf er Winnipeg i Canada i dag et centrum for mennonitterne.

## 20. århundrede
Efter den russiske revolution i 1917 blev der i 1918 oprettet et "autonomt område" omfattende volgatyskernes bosættelsesområde. Dette blev i 1924 omdannet til en autonom volgatysk socialistisk sovjetrepublik, som bestod indtil 1941. Dens hovedstad var Engels, som indtil 1931 blev kaldt Pokrovsk (Kosakenstadt på tysk). Af 600.000 indbyggere i republikken i 1941 udgjorde volgatyskerne to tredjedele af befolkningen.
Da Tyskland invaderede Sovjetunionen i 1941 blev Stalin bekymret over om volgatyskerne mon ville samarbejde med invasionsstyrkerne, og den 28. august 1941 opløste han den volgatyske ASSR og gav ordre til at samtlige volgatyskere og etniske tyskere fra andre bosættelser straks skulle tvangsfjernes og sendes østpå. Omkring 400.000 volgatyskere fik frataget deres jord og huse og blev sendt østpå til Kazakhstan i Centralasien, Altaj kraj i Sibirien og andre fjerne områder. Andre etniske minoriteter blev også sendt i internt eksil i arbejdslejre, heriblandt Kalmykkerne i Nordkaukasus og Krimtatarerne. I 1942 blev næsten alle forlige volgatyskere indrulleret i arbejdshæren. Omkring hver tredje overlevede ikke opholdet i arbejdslejrene.
Efter den tyske invasion i 1941 forbød NKVD (via Prikaz 35105) etniske tyskere at gøre tjeneste i det sovjetiske militær. De sendte titusinder af disse soldater til Trudarmii (arbejdshæren).
Efter Sovjetunionens opløsning er mange volgatyskere emigreret til Tyskland. Forslag om, at volgatyskerne skulle kunne vende tilbage til sine gamle hjemegne omkring Volga er strandede på modstand fra ikke-tysk lokalbefolkning, som nu har overtaget området.

## I nyere tid
Volgatyskerne kom aldrig tilbage til Volga i samme antal som før. De fik i årtier ikke lov til at vende tilbage. I stedet måtte de blive i Ural, Sibirien og Kazakhstan (1,4% af befolkningen i Kazakhstan er i dag etniske tyskere – omkring 200.000 personer), Kirgisistan og Uzbekistan (omkring 16.000 = 0,064%). Efter den første periode med forfølgelser, fik de fodfæste i deres nye placeringer, deres antal voksede og de fortsatte med at bevare deres kulturelle identitet. Årtier efter 2. verdenskrig talte nogle om at vende tilbage til de gamle områder, men det blev mødt med modstand fra den befolkning, som senere var blevet bosat i området, og det blev ikke til noget.
Et forslag fra juni 1979 gik ud på at der skulle etableres en ny autonom tysk sovjetrepublik i Kazakhstan med hovedstad i Ermentau. Forslaget havde til formål at forbedre levevilkårene for de fordrevne volgatyskere. På det tidspunkt var der omkring 936.000 etniske tyskere i Kazakhstan, hvor de udgjorde republikkens 3. største etniske gruppe. Den 16. juni 1979 protesterede demonstranter i Tselinograd (Astana) mod forslaget. Af frygt for reaktionen fra flertalsbefolkningen og som følge af krav om autonomi for de lokale Uighurer besluttede det regerende kommunistparti at opgive ideen.
Siden slutningen af 1980'erne og Sovjetunionens opløsning er nogle etniske tyskere vendt tilbage til Engels, men mange flere er udvandret til Tyskland. De drog nytte af den tyske lovgivning, som giver statsborgerskab til alle, som kan bevise at de er flygtninge eller fordrevne af tysk etnisk oprindelse eller ægtefælle eller efterkommer af en sådan. Denne udvandring skete selv om mange af volgatyskernes tyskkundskaber er enten ringe eller ikke eksisterende.
Efter Sovjetunionens opløsning i 1991 og de baltiske landes uafhængighed begyndte nogle russiske etniske tyskere at vende tilbage til området omkring Kaliningrad – som tidligere var Königsberg i Østpreussen. Det gælder ikke mindst volgatyskere fra andre dele af Rusland og Kazakhstan. Strømmen voksede efter at Tyskland afskaffede de liberale regler om tildeling af statsborgerskab til etniske tyskere. Ved folketællingen i 2002 var der 8.340 tyskere i Kaliningradområdet, og stort set ingen af disse stammer fra den tyske befolkning fra før 1945.
I dag er der omkring 600.000 etniske tyskere i Rusland, et tal som vokser til 1,5 mio. når man medregner personer af delvis tysk oprindelse.